# Congres voor de Republiek
Het Congres voor de Republiek (Frans: Congrès pour la République) of CPR is een centrumlinkse politieke partij in Tunesië. De partij is opgericht in 2001, maar werd pas gelegaliseerd na de Tunesische revolutie van 2011. 
In 2016 werd aangekondigd dat de partij zich zou aansluiten bij de door Marzouki gelanceerde Tunesische Vrijwillige Beweging (le Mouvement Tunisie Volonté). Dit leidde tot een juridische patstelling. Een deel van de oude partij vocht deze beslissing juridisch aan. Na een juridische strijd bekrachtigde de rechtbank de fusie-operatie waardoor er een einde kwam aan het wettelijk bestaan van de partij. Toch bleven een kleine groep hiertegen protesteren; zij kwamen in een aantal kiesdistricten met de oude naam op bij verkiezingen van 2019. 